# Сан Либераторе (Терни)
Сан Либераторе је насеље у Италији у округу Терни, региону Умбрија.
Према процени из 2011. у насељу је живело 42 становника. Насеље се налази на надморској висини од 420 м.